# Kristent Fællesskab
Kristent Fællesskab är en dansk frikyrka med rötterna i Hvide Marker, en bönegrupp som bildades 1947 av Poul Madsen.
Madsen utgav månadsbladet "Mod Målet" och man underhöll två missionärer. 1949 började Madsen hålla offentliga bibelstudier som samlade stora skaror. Verksamheten växte och man började samlas till regelbundna konferenser och läger och bedriva eget ungdomsarbete.
1955 bildade man en församling med namnet Kristent Fællesskab, som höll till i Grundtvigs Hus i Köpenhamn.
1999 började man hyra in sig i Nazaréens kyrka i Rødovre, som man 2004 köpte och invigde den 28 maj 2005 under namnet "Højnæskirken".
Församlingar kom även att bildas i Odense (omkring 1960) och Hillerød. 
Den sistnämnda gick 2007 ihop med ortens pingstförsamling och bildade Frikirken Hillerød.
Kristent Fællesskab i Rødovre och Odense driver tillsammans Perspektiv bokförlag och korrespondensbibelskola. 
Man samarbetar också om internationellt missionsarbete. Man praktiserar bara ett dop; troendedop genom nedsänkning men har inget formellt medlemskap. Det sistnämnda har man gemensamt med brödraförsamlingarna i Glostrup og Skovlunde, som också samarbetar kring bibelskolan.